# Aš (bůh)
Aš je v starověký egyptský bůh oáz a vinic západního Nilu. Roku 1923 William Flinders Petrie při své expedici v Sakkáře našel několik zmínek o tomto božstvu.
Zejména byl starověkými Egypťany uznáván jako bůh kmenu Libu a Tinhu, kteří jsou zvaní jako „lidé oázy“. Následně byl znám jako „Pán Libye“.
V egyptské mytologii byl Aš přisuzován k Setovi bohu pouští. První známá zmínka pochází z období 2. dynastie kdy byl uctíván jako ochránce královského majetku (z důvodu spojení se Setem) a v Dolním Egyptě se stal ochráncem královské rodiny. Jeho důležitost byla taková že byl zmiňován až do 26. dynastie.
Je zobrazován jako muž s hlavou některého pouštního tvora lva, supa, jestřába, hada nebo hlavu neznámého zvířete kterou má také Set.